# Squid (морська РСЗВ)
Squid (укр. Сквод — кальмар) — британська корабельна протичовнова зброя часів Другої світової війни. Система являла собою триствольний бомбомет, який вів вогонь з палуби корабля глибинними бомбами по виявленому ворожому підводному човну. Зброя надійшла на озброєння британського Королівського флоту на заміну системи «Хеджхог», а наприкінці війни почала замінюватися системою «Лімбо».

## Опис
«Сквод» було замовлено ще на етапі її розроблення на креслярській дошці в 1942 році флотським Управлінням розвитку різноманітної зброї. У травні 1943 року дослідний екземпляр бомбомету був вперше встановлений на борту есмінця «Ембускейд». Перша серійна установка була встановлена на корветі типу «Касл» «Хадлі Касл». Загалом «Сквод» був установлений на 70 фрегатах і корветах під час Другої світової війни. Перше успішне використання сталося 31 липня 1944 року, коли фрегат «Лох-Кіллін» потопив U-333. За даними дослідників, завдяки застосуванню системи протягом війни було потоплено 17 підводних човнів у 50 атаках. До 1959 року було випущено 195 установок Squid.
Бомбомет являв собою триствольний 12-дюймовий (305-мм) міномет зі стволами, встановленими в ряд, але відокремленими проміжком один від одного для розсіювання снарядів. Стволи були встановлені в рамі, яку можна було повертати на 90 градусів для заряджання. Глибинні бомби важили 177 кг із зарядом у 94 кг мінолу. На деяких кораблях установки «Сквод» були на кормі — бомби вистрелювалися над кораблем і падали в море трохи попереду по курсу корабля. Швидкість падіння становила 13,3 м/с, а для визначення глибини детонації використовувався детонатор із заводним механізмом; всі три бомби встановлювалися на підрив на однаковій глибині з можливістю постійно оновлювати визначену глибину аж до моменту пострілу, щоб врахувати рухи цілі. Максимальна глибина ураження становила 270 м.
«Сквод» автоматично стріляв у визначений момент за даними гідролокатора. Бомби падали у трикутнику зі стороною приблизно 40 м на відстані до 250 м попереду корабля. Більшість установок «Сквод»
використовували два комплекти бомбометів. Усі шість бомб вистрелювалися одним залпом, утворюючи форму розривів у вигляді двох протилежно повернутих друг щодо друга трикутників. Підрив налаштовувався на вибух на глибині від 10 м над і під ціллю, внаслідок чого хвиля тиску розчавлювала корпус підводного човна. Післявоєнні випробування показали, що «Сквод» був у дев'ять разів ефективнішим за звичайні глибинні бомби.